# Митрополит Київський і всієї України
Митрополи́т Ки́ївський і всієї́ Украї́ни — титул Предстоятеля Православної церкви в Україні. Використовувала Українська автокефальна православна церква. Використовує РПЦвУ, а також ПЦУ. Титул голови РПЦвУ з 1990 року та голови ПЦУ з 2018 року після об'єднавчого помісного собору в Києві.

## Історія титулу

### 988—2018
Софійський собор в Києві залишався головним осідком предстоятеля Київської митрополії до 1299/1300 року, коли внаслідок чергової монголо-татарської навали, Київ зазнав значного розорення та запустіння й фактично перестав бути місцем постійного перебування руського митрополита й його двору, а тодішній митрополит Максим, після чергового нападу монголо-татар, «залишив митрополію та утік із Києва… зі всім своїм житієм» до Владимира-над-Клязьмою.
Із поділом Київської митрополії на українсько-білоруську та московську частини в 1415 році та обранням предстоятелем Київської митрополії Григорія (Цамблака), фактичною столицею Київської митрополії (в межах Польсько-Литовської держави) стало місто Новгородок з катедральною церквою Святих Бориса і Гліба.
Невдовзі після 1458 року, коли папа римський Пій II номінував київським митрополитом Григорія Болгариновича, престольним містом новоутвореної українсько-білоруської частини Київської митрополії почало вважатися Вільно — столиця Великого князівства Литовського. Водночас канонічною катедрою Київської митрополії й надалі залишався Київ. Однак як духовний і релігійний центр митрополії Русі, Київ знову занепав після татарського набігу 1482 року, коли хан Менґлі Ґірей сплюндрував місто, у тому числі пограбувавши Софійський собор в Києві та Києво-Печерську лавру.
У 1595 Київська митрополія прийняла унію з Римо-католицькою церквою, ставши таким чином католицькою, і утворивши Київську митрополію у складі Католицької церкви. Попри де-факто втрату контролю над Києвом вже починаючи з 1630-х та унаслідок Переяславської ради повну анексію у 1660-их Московією Гетьманщини, що займала тоді більшу частину території лівобережної України, предстоятелі Київської митрополії у складі Католицької церкви й надалі зберігали титул «Митрополита київського», — аж до смерті у 1838 році Йосафата (Булгака). В той же час на території Правобережної України десь з 1620 року почала діяти Київська митрополія у складі Православної церкви й її предстоятелі також зберігали титул «Митрополита київського».
У 2018, після надання томосу та створення ПЦУ, титул поновлено й перейменовано на Митрополит Київський і всієї України.

### 2018— донині
Першого предстоятеля Православної церкви України з титулом Митрополита Київського і всієї України було обрано на об'єднавчому соборі, ним став Епіфаній (Думенко) (у другому турі він обійшов кандидатури митрополита Вінницького й Барського Симеона з УПЦ МП та єпископа Вишгородського й Подільського Володимира Черпака з УАПЦ), котрий тепер має отримати томос 6 січня 2019 р. від Вселенського патріарха.
Новообраний митрополит після собору звернувся на майдані до громадськості
|  | Ми змогли об'єднати три гілки українського православ'я в єдину помісну православну церкву. Ми змогли засвідчити, що ми можемо об'єднатися і створити в Україні єдину помісну церкву нашими спільними зусиллями...Я б хотів закликати всіх наших побратимів, архієреїв, всіх вірних в єдину Українську православну церкву. Двері нашої церкви відкриті для всіх. |

## Митрополит Київський і всієї України
Митрополити Київські та всієї України — титул предстоятеля сучасної Православної церкви України:
- Епіфаній (Думенко) (з 2018)

### Обрання і звільнення Митрополита Київський і всієї України
Предстоятель Православної церкви України (Митрополит Київський і всієї України) обирається пожиттєво. Згідно з проектом Статуту, яким наразі керується ПЦУ, митрополита Київського обирає з трьох Помісний собор під головуванням місцеблюстителя таємним голосуванням.

### Питання канонічності використання титулу Митрополит Київський і всієї України головою УПЦ МП
Керівника релігійної організації УПЦ МП Онуфрія (Березовського) попередив Вселенський Патріарх, що після 15 грудня 2018 року, виборів предстоятеля Української церкви, представники Московської Патріархії не мають права еклезіологічно й канонічно носити титул митрополита Київського, що використовують вони зараз порушуючи навіть умови офіційних документів РПЦ 1686 року. Це відобразилось у річникові Константинопольського патріархату, виданому вже після того, як Православна церква України отримала автокефалію: архиєреї РПЦ в Україні названі в ньому лише за прив'язкою до місця перебування; наприклад, владика Онуфрій (Березовський) уже не згадується як митрополит Київський і всієї України, а названий «митрополитом у Києві». Увесь єпископат РПЦ в Україні у річнику Вселенського патріархату поміщений у списку єпископів Православної церкви Росії. Також патріарх Варфоломій зустрівся з патріархом РПЦ Кірілом й повідомив, що «Вселенський Патріархат вирішив використовувати всі шляхи, щоб вирішити питання надання автокефалії Українській православній церкві. Рішення було ухвалено в квітні. І [Фанар імплементує] це рішення» (згідно зі словами представника Варфоломія, митрополита Гальського Емануїла). Втім, станом на 2021 рік, з діями Константинопольського патріархату відносно автокефалії ПЦУ погодилися лише 4 з 14 Помісних Православних церков.
У Московській Патріархії використовували цей титул для Предстоятеля Української православної церкви (Московського патріархату) за пропозицією Архієрейського собору Російської православної церкви 1990 року в Москві
- Філарет (Денисенко) (1990–1992)
- Володимир (Сабодан) (1992–2014)
- Онуфрій (Березовський) (2014–2018)